# Garrett (Indiana)
Garrett is een plaats (city) in de Amerikaanse staat Indiana, en valt bestuurlijk gezien onder DeKalb County.

## Demografie
Bij de volkstelling in 2000 werd het aantal inwoners vastgesteld op 5803.
In 2006 is het aantal inwoners door het United States Census Bureau geschat op 5752, een daling van 51 (-0,9%).

## Geografie
Volgens het United States Census Bureau beslaat de plaats een oppervlakte van
8,1 km², geheel bestaande uit land. Garrett ligt op ongeveer 262 m boven zeeniveau.

## Plaatsen in de nabije omgeving
De onderstaande figuur toont nabijgelegen plaatsen in een straal van 16 km rond Garrett.